# 梁达植
梁达植（韓語：양달식，1963年10月19日—），韩国退役男子击剑运动员。他曾参加1988年夏季奥运会重剑比赛，还曾获得1990年亚洲运动会男子重剑个人金牌。